# Кальмари, Лаура
Лаура Элина Эстерберг Кальмари (фин. Laura Elina Österberg Kalmari, родилась 27 мая 1979 в Киркконумми) — финская футболистка, игравшая на позиции нападающей.

## Карьера

### Клубная
Воспитанница футбольных школ клубов «КюИФ Киркконумми» и «ПуиУ Хельсинки». Дебютировала в профессиональном футболе в 1997 году в команде «Мальмин Паллосеура», затем в том же году уехала обучаться в Портлендский университет и выступала за его команду. Через год вернулась в Финляндию, дебютировав в женской команде ХИК. В 2002 году снова отправилась в США, выступала там за клуб «Бостон Ренегейдс». С 2002 по 2009 годы играла в Швеции за клубы «Умео» (дважды с ним побеждала в Кубке УЕФА), «Юргорден-Альвсьё» и «Сольна», с 2010 года по 2011 годы выступала за американский клуб «Скай Блю». В апреле 2012 года объявила о завершении карьеры.

### В сборной
В сборной выступает с 1996 года, сыграла на чемпионатах Европы 2005 и 2009 годов. Является лучшим бомбардиром сборной (41 гол), сыграла больше всех матчей — 130.

## Титулы
- Чемпионка Финляндии: 1998, 1999, 2000, 2001
- Победительница Кубка Финляндии: 1996, 1997, 1998, 1999, 2000
- Победительница Кубка УЕФА: 2003, 2004
- Лучший бомбардир первенства Финляндии: 1999, 2000, 2001
- Футболистка года в Финляндии: 1999, 2003, 2006, 2009, 2010 (рекордсменка)[6][7]
- Чемпионка Швеции: 2002
- Обладательница Кубка Швеции: 2002, 2003, 2005
- Лучший бомбардир первенства Швеции: 2004
- Чемпионка W-Лиги: 2002

## Личная жизнь
С осени 2006 года замужем за шведом Нико Вяйсянен. Фамилия Остерберг унаследована от отчима её мужа. В марте 2008 года у Лауры родилась дочь Мея, вследствие чего до января 2009 года Лаура не вызывалась в сборную.
Лаура Кальмари окончила университет, после карьеры футболистки собирается стать учительницей начальных классов.
В честь спортсменки с 2013 года проводится юношеский турнир.